# Torque
O torque ou binário de forças, também conhecido como momento de alavanca ou momento de forças, é uma grandeza vetorial da física associada às forças que produzam rotação em um corpo. Por vezes também é chamado simplesmente de "momento", termo ambíguo que pode se referir a outras grandezas, como momento angular, momento linear e momento de inércia.
Inicialmente, o torque é definido a partir da componente perpendicular ao eixo de rotação da força aplicada sobre um objeto, que é efetivamente utilizada para fazê-lo girar em torno de um eixo ou ponto central, conhecido como ponto pivô ou ponto de rotação. A distância do ponto pivô ao ponto onde atua uma força ‘F’ é chamada braço do momento e é denotada por ‘r’. Note que esta distância ‘r’ é também um vetor.
Em um espaço tridimensional, o vetor torque é definido como o produto vetorial, respectivamente, da posição {\displaystyle \mathbf {r} } em que é aplicada a força {\displaystyle \mathbf {F} }:
{\displaystyle {\boldsymbol {\tau }}=\mathbf {r} \times \mathbf {F} \,\!}

## História

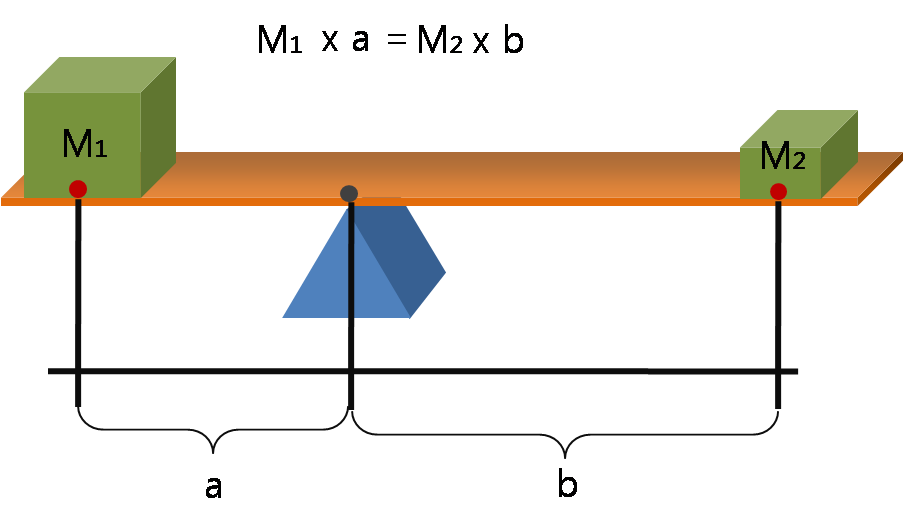
Representação de uma balança com dois objetos de massas M_{1} e M_{2}.

Assim como outros conceitos da mecânica clássica, o torque tem suas origens em problemas cotidianos, especialmente no uso das alavancas. As alavancas são máquinas simples que consistem essencialmente em uma barra com um ponto de apoio que facilita o movimento de objetos. O filósofo grego Arquimedes realizou estudos sobre tais máquinas e criou a teoria das alavancas. Ele percebeu que a força aplicada a uma das extremidades da alavanca, com o intuito de mover um objeto na outra extremidade, é inversamente proporcional à distância do ponto de apoio. Ou seja, quanto mais distante a extremidade estiver do ponto de apoio, menor será a força necessária para mover o objeto. Nesse contexto histórico, Arquimedes ficou famoso ao afirmar que caso lhe dessem "um ponto de apoio e uma alavanca" seria capaz de "mover o mundo”.

## Introdução

### Definição em módulo

Decomposição da força F em duas componentes: uma perpendicular ao vetor posição r, F_{⊥}; e outra paralela a ele. Somente a componente perpendicular da força produz rotação e, por consequência, é a única que produz torque.
Nesta imagem, o vetor torque aponta perpendicularmente ao plano em que ocorre a rotação, no sentido que "sai" da imagem.

A maçaneta de uma porta fica o mais longe possível das dobradiças por uma boa razão. Para abrir uma porta pesada, é tão necessário aplicar uma força de módulo suficientemente grande, quanto é aplicá-la na direção perpendicular à linha que liga a maçaneta às dobradiças. Se a força for aplicada mais perto das dobradiças que a maçaneta, ou com um ângulo diferente de 90º em relação ao plano da porta, será preciso usar uma força maior para abrir a porta que se a força for aplicada à maçaneta, perpendicularmente ao plano da porta.
Para determinar o modo como F provoca uma rotação do corpo em torno do eixo de rotação, podemos separar a força em duas componentes (figura ao lado). Uma dessas componentes, a componente radial F||, tem a direção do vetor r. Essa componente não provoca rotações, já que age ao longo de uma reta que passa pelo ponto do qual se origina o vetor posição r. Isto é, se uma porta for puxada ou empurrada paralelamente ao seu plano, ela não vai girar. Já a componente tangencial, F⊥, é perpendicular ao vetor posição. Essa componente, portanto, provoca rotações e tem módulo {\displaystyle F_{\perp }=F\operatorname {sen}(\theta )}. Isso equivale a puxar ou empurrar uma porta perpendicularmente a seu plano, o que provoca sua rotação.
A capacidade de F fazer um corpo girar não depende apenas do módulo da componente tangencial F⊥, mas também da distância entre o ponto de aplicação de F e o ponto em que se origina o vetor r, isto é, do módulo desse vetor, cujo valor é {\displaystyle r}. Em uma interpretação simétrica, pode-se definir a componente de r ortogonal à força F (comumente denominada braço de alavanca), simbolizada por r⊥ e cujo módulo é {\displaystyle r_{\perp }=r\operatorname {sen}(\theta )}. Para levar em conta os dois fatores, em ambas as interpretações, defini-se uma grandeza chamada de torque ({\displaystyle \tau }) como o produto das duas grandezas de cada situação:
:{|cellpadding="5" style="border:2px solid #50C878;background: #ECFCF4; text-align: center;"
|Definição de torque (módulo)
{\displaystyle \tau =rF_{\perp }=r_{\perp }F=rF\operatorname {sen}(\theta )}
|}

### Definição vetorial

Relação dos vetores torque, força, momento linear, momento angular e posição.

Inicialmente, define-se o torque {\displaystyle \tau } de um corpo rígido capaz de girar em torno de um eixo fixo, com todas as partículas do corpo sendo forçadas a se mover em trajetórias circulares com centro nesse eixo. Isto é, o movimento de cada partícula está contido em um plano específico. Para ampliar a definição de torque e o escopo de sua aplicação, de modo que uma partícula possa se mover em uma trajetória qualquer em relação a um ponto fixo (em vez de um eixo fixo) e que a trajetória não seja necessariamente circular, o torque será considerado não mais como um escalar, mas sim como um vetor. Com isso, define-se o torque como sendo o produto vetorial, respectivamente, entre o vetor posição {\displaystyle \mathbf {r} } (referido a uma origem {\displaystyle O}) e a força aplicada ao corpo nessa posição {\displaystyle \mathbf {F} }:
:{|cellpadding="5" style="border:2px solid #50C878;background: #ECFCF4; text-align: center;"
|Definição de torque (vetorial)
{\displaystyle {\boldsymbol {\tau }}=\mathbf {r} \times \mathbf {F} }
|}
Essa definição de torque, assim como qualquer outro produto vetorial, obedece a convenção dextrógira, isto é, a regra da mão direita. O produto vetorial é formalmente calculado de forma análoga a um determinante, cujas linhas são formadas pelos versores cartesianos e pelas componentes do vetor posição e do vetor força. Considerando {\displaystyle \mathbf {r} =(x,y,z)}, {\displaystyle \mathbf {F} =(F_{x},F_{y},F_{z})}, e {\displaystyle \mathbf {i} }, {\displaystyle \mathbf {j} } e {\displaystyle \mathbf {k} } como os vetores unitários, respectivamente, nas direções {\displaystyle x}, {\displaystyle y} e {\displaystyle z}, obtém-se a seguinte expressão:
{\displaystyle \mathbf {r} \times \mathbf {F} ={\begin{vmatrix}\mathbf {i} &\mathbf {j} &\mathbf {k} \\x&y&z\\F_{x}&F_{y}&F_{z}\end{vmatrix}}}
Portanto, usando o teorema de Laplace para o cálculo de determinantes, o torque exercido pode ser expresso, em componentes cartesianas, das seguintes formas:
{\displaystyle {\boldsymbol {\tau }}={\begin{vmatrix}y&z\\F_{y}&F_{z}\end{vmatrix}}\mathbf {i} -{\begin{vmatrix}x&z\\F_{x}&F_{z}\end{vmatrix}}\mathbf {j} +{\begin{vmatrix}x&y\\F_{x}&F_{y}\end{vmatrix}}\mathbf {k} }
{\displaystyle {\boldsymbol {\tau }}=(yF_{z}-zF_{y})\mathbf {i} -(xF_{z}-zF_{x})\mathbf {j} +(xF_{y}-yF_{x})\mathbf {k} =(yF_{z}-zF_{y},zF_{x}-xF_{z},xF_{y}-yF_{x})}

### Unidades
A unidade de medida para o torque definida pelo Sistema Internacional de Unidades é o newton-metro. Ainda que matematicamente a ordem destes fatores, "newton" e "metros", seja indiferente, o BIPM (Bureau International des Poids et Mesures) especifica que a ordem deve ser N·m e não m·N.

## Segunda lei de Newton para rotações

### Eixo fixo
Um torque pode fazer um corpo rígido girar, como acontece, por exemplo, quando abrimos ou fechamos uma porta. Para relacionar o torque resultante aplicado a um corpo rígido à aceleração angular a produzida por esse torque, faz-se a analogia com a segunda lei de Newton para translações ({\displaystyle F_{res}=ma}). No caso, o torque resultante {\displaystyle \tau _{res}} é análogo à força resultante {\displaystyle F_{res}}, a aceleração angular {\displaystyle \alpha } à aceleração {\displaystyle a}, e o momento de inércia {\displaystyle I} à massa {\displaystyle m}. Desse modo, tem-se a seguinte equação:
:{|cellpadding="5" style="border:2px solid #0073CF;background: #F5FFFA; text-align: center;"
|2ª lei de Newton para rotações (eixo fixo)
{\displaystyle \tau _{res}=I\alpha }
|}
| Demonstração[4][8] |                                      |
| --- | ------------------------------------ |
| Consideremos uma situação simples na qual uma partícula de massa {\displaystyle m} gira em torno de um ponto central em uma órbita de raio {\displaystyle r}. Supondo que, mesmo sob a ação de uma força {\displaystyle \mathbf {F} }, a partícula esteja confinada a girar apenas em torno desse eixo, perpendicular ao plano do movimento e que passa pelo ponto central. A partícula, então, descreve uma trajetória circular acelerada em torno desse ponto. Como apenas a componente {\displaystyle \mathbf {F_{\perp }} } da força {\displaystyle \mathbf {F} } produz torque, ele pode ser escrito, em módulo, como: {\displaystyle \tau =rF_{\perp }} A força {\displaystyle F_{\perp }} produz uma aceleração {\displaystyle a_{\perp }} na direção tangente à trajetória circular. Então, pela segunda lei de Newton para translações: {\displaystyle F_{\perp }=ma_{\perp }} Lembrando que a aceleração tangencial se relaciona à aceleração angular {\displaystyle \alpha } por {\displaystyle a_{\perp }=\alpha r}, unem-se todas as equações para obter o seguinte resultado: {\displaystyle \tau =rF_{\perp }=r(ma_{\perp })=mr(\alpha r)=(mr^{2})\alpha } O fator {\displaystyle mr^{2}} nessa equação é o momento de inércia {\displaystyle I} associado a uma partícula. Portanto: {\displaystyle \tau =I\alpha } Para generalizar essa equação para um corpo rígido de {\displaystyle n} partículas que gira em torno de um eixo fixo, basta somar os torques sofridos por cada partícula. Como a aceleração angular é sofrida igualmente por todas as partículas, resulta que o torque resultante está relacionado ao momento de inércia do corpo rígido. Dessa forma: {\displaystyle \tau _{res}=\sum _{i=1}^{n}\tau _{i}=\sum _{i=1}^{n}I_{i}\alpha =(\sum _{i=1}^{n}m_{i}r_{i}^{2})\alpha } Como o momento de inércia {\displaystyle I} do corpo rígido, como um todo, é tal que {\displaystyle I=\sum _{i=1}^{n}m_{i}r_{i}^{2}}, temos que: :{\|cellpadding="5" style="border:2px solid #000000;background: #f5f5f5; text-align: center;" | {\displaystyle \tau _{res}=I\alpha } |
|}

### Forma geral
Caso o torque resultante não seja paralelo à aceleração angular, a relação entre as duas grandezas vetoriais não será dada através de um número, o momento de inércia, mas sim por um tensor, conhecido como o tensor de inércia.
:{|cellpadding="5" style="border:2px solid #0073CF;background: #F5FFFA; text-align: center;"
|2ª lei de Newton para rotações (forma geral)
{\displaystyle {\boldsymbol {\tau }}_{res}=\mathbf {I} {\boldsymbol {\alpha }}\Leftrightarrow {\begin{pmatrix}\tau _{x}\\\tau _{y}\\\tau _{z}\end{pmatrix}}={\begin{pmatrix}I_{xx}&I_{xy}&I_{xz}\\I_{yx}&I_{yy}&I_{yz}\\I_{zx}&I_{zy}&I_{zz}\end{pmatrix}}{\begin{pmatrix}\alpha _{x}\\\alpha _{y}\\\alpha _{z}\end{pmatrix}}}
|}
Nesta equação matricial, cada entrada de {\displaystyle \mathbf {I} } é denominada produto de inércia, dados pelas seguintes expressões sobre uma distribuição de massa de um corpo {\displaystyle C}:
{\displaystyle I_{xx}=\int _{C}\left(y^{2}+z^{2}\right)dm}
{\displaystyle I_{yy}=\int _{C}\left(x^{2}+z^{2}\right)dm}
{\displaystyle I_{zz}=\int _{C}\left(x^{2}+y^{2}\right)dm}
{\displaystyle I_{xy}=I_{yx}=\int _{C}\left(-xy\right)dm}
{\displaystyle I_{xz}=I_{zx}=\int _{C}\left(-xz\right)dm}
{\displaystyle I_{yz}=I_{zy}=\int _{C}\left(-yz\right)dm}

### Relação com o momento angular
O torque resultante (referido a uma particular origem {\displaystyle O}) sofrido por uma partícula também pode ser expresso como sendo a derivada temporal do momento angular (referido à mesma origem). Considerando {\displaystyle \mathbf {L} } como o vetor momento angular da partícula, escreve-se matematicamente:
:{|cellpadding="5" style="border:2px solid #0073CF;background: #F5FFFA; text-align: center;"
|2ª lei de Newton para rotações (momento angular)
{\displaystyle {\boldsymbol {\tau }}_{res}={\frac {d\mathbf {L} }{dt}}}
|}
| Demonstração[9][10] |                                                                         |
| --- | ----------------------------------------------------------------------- |
| Tomando a definição de momento angular: {\displaystyle {\boldsymbol {L}}=\mathbf {r} \times \mathbf {p} \,\!} Em que {\displaystyle \mathbf {p} } é o momento linear da partícula. Derivando essa expressão através da regra da cadeia, obtém-se: {\displaystyle {\frac {d\mathbf {L} }{dt}}={\frac {d}{dt}}\left(\mathbf {r} \times \mathbf {p} \right)={\frac {d\mathbf {r} }{dt}}\times \mathbf {p} +\mathbf {r} \times {\frac {d\mathbf {p} }{dt}}} Pela segunda lei de Newton para translações, {\displaystyle {\frac {d\mathbf {p} }{dt}}=\mathbf {F} _{res}}. Como {\displaystyle {\frac {d\mathbf {r} }{dt}}=\mathbf {v} }, a velocidade da partícula e {\displaystyle \mathbf {v} } é paralelo a {\displaystyle \mathbf {p} }, {\displaystyle {\frac {d\mathbf {r} }{dt}}\times \mathbf {p} =\mathbf {v} \times \mathbf {p} =0}. Dessa forma: {\displaystyle {\frac {d\mathbf {L} }{dt}}=\mathbf {r} \times \mathbf {F} _{res}} Logo: :{\|cellpadding="5" style="border:2px solid #000000;background: #f5f5f5; text-align: center;" | {\displaystyle {\boldsymbol {\tau }}_{res}={\frac {d\mathbf {L} }{dt}}} |
|}

## Equilíbrio de rotação
Diz-se que um corpo rígido (como uma alavanca, por exemplo) está em equilíbrio quando a soma vetorial de todos os seus momentos de torque forem o vetor nulo.
:{|cellpadding="5" style="border:2px solid #FF0000;background: ; text-align: center;"
|Condição de equilíbrio de rotação
{\displaystyle {\boldsymbol {\tau }}_{res}=\sum _{i=1}^{n}{\boldsymbol {\tau }}_{i}=\mathbf {0} }
|}

## Exemplos envolvendo torque

### Bloco pendurado por disco
|                                                     |  |                                           |
| Bloco pendurado por uma corda enrolada em um disco. |  | Diagrama de forças referente ao problema. |

Tomemos um disco homogêneo, de massa {\displaystyle M} e raio {\displaystyle R}, montado em um eixo horizontal fixo; e um bloco de massa {\displaystyle m} pendurado por uma corda (de massa desprezível) enrolada na borda do disco. Conhecidos os valores desses parâmetros e usando as leis de Newton para translação e para rotação é possível determinar a aceleração do bloco em queda, a aceleração angular do disco e a tensão da corda, contanto que seja considerado que a corda não escorrega e que não há atrito no eixo.
Por um lado, considerando o bloco como um sistema, pode-se relacionar a aceleração às forças que agem sobre o bloco através da segunda lei de Newton para translação ({\displaystyle F_{res}=ma}). Por outro, ao considerar o disco como um sistema, relaciona-se a aceleração angular {\displaystyle \alpha } ao torque que age sobre o disco através da segunda lei de Newton para rotação ({\displaystyle \tau _{res}=I\alpha }). Por fim, para combinar os movimentos do bloco e do disco, utiliza-se do fato de que a aceleração linear do bloco e a aceleração linear (tangencial) da borda do disco são iguais, sendo representadas por {\displaystyle a}.
As forças atuantes estão representadas no diagrama de corpo livre do sistema. A força de tensão na corda é {\displaystyle T} e o peso do bloco é {\displaystyle P}, cujo módulo é {\displaystyle P=mg}. Podemos escrever a segunda lei de Newton para as componentes ao longo de um eixo vertical y ({\displaystyle F_{res,y}=ma_{y}}) como:
{\displaystyle F_{res}=ma\implies T-mg=ma} {\displaystyle (1)}
Entretanto, não é possível obter o valor de {\displaystyle a} usando apenas esta equação porque ela também contém a incógnita {\displaystyle T}. Comumente em problemas de mecânica, quando se esgotam as conclusões a serem tiradas acerca das forças em um eixo (no caso, o eixo y), observa-se as forças de outros eixos (como o eixo x) para obter mais equações e formar um sistema. Da mesma forma, pode ser útil usar as condições de rotação do disco para formar tal sistema.
Para calcular os torques e o momento de inércia, usamos o fato de que o eixo de rotação é perpendicular ao disco e passa pelo seu centro. Nesse caso, os torques são dados pela equação {\displaystyle \tau =rF_{\perp }}. A força peso do disco e a força do eixo agem sobre o centro do disco e, portanto, a uma distância {\displaystyle r=0}, de modo que o torque produzido por essas forças seja nulo. A força {\displaystyle T} exercida pela corda sobre o disco age a uma distância {\displaystyle r=R} do eixo e é tangente à borda do disco. Assim, a força produz um torque {\displaystyle \tau =-RT}, negativo pois o torque tende a fazer o disco girar no sentido horário (lembrando que a regra da mão direita estabelece o sentido anti-horário de rotação como positivo). O momento de inércia do disco é {\displaystyle I=MR^{2}/2}. 
Assim, escreve-se a equação {\displaystyle \tau _{res}=I\alpha } da seguinte forma:
Como a aceleração linear do bloco e a aceleração tangencial do disco são iguais, é válida a equação {\displaystyle a=\alpha R}. Substituindo este valor na equação anterior, obtém-se:
Substituindo a equação (2) na equação (1), encontra-se a aceleração obtida pelo corpo:
{\displaystyle -{\frac {1}{2}}Ma-mg=ma\implies \left(m+{\frac {1}{2}}M\right)a=-mg}
:{|cellpadding="5" style="border:2px solid #000000;background: #f5f5f5; text-align: center;"
|
{\displaystyle a=-{\frac {mg}{m+{\frac {1}{2}}M}}=-{\frac {g}{1+{\frac {M}{2m}}}}}
|}
Com esse resultado também é possível obter o valor da tração na corda, substituindo esta equação na equação (2):
{\displaystyle T=-{\frac {1}{2}}M\left(-{\frac {mg}{m+{\frac {1}{2}}M}}\right)}
:{|cellpadding="5" style="border:2px solid #000000;background: #f5f5f5; text-align: center;"
|
{\displaystyle T={\frac {Mmg}{2m+M}}={\frac {g}{{\frac {2}{M}}+{\frac {1}{m}}}}}
|}
Por fim, pela definição de aceleração angular ({\displaystyle \alpha =a/R}) e pela definição de torque ({\displaystyle \tau =-RT}), utilizadas no problema, tem-se os valores dessas duas grandezas:
{\displaystyle \alpha ={\frac {1}{R}}\left(-{\frac {mg}{m+{\frac {1}{2}}M}}\right)}
:{|cellpadding="5" style="border:2px solid #000000;background: #f5f5f5; text-align: center;"
|
{\displaystyle \alpha =-{\frac {mg}{R(m+{\frac {1}{2}}M)}}=-{\frac {g}{R(1+{\frac {M}{2m}})}}}
|}
{\displaystyle \tau =-R\left({\frac {Mmg}{2m+M}}\right)}
:{|cellpadding="5" style="border:2px solid #000000;background: #f5f5f5; text-align: center;"
|
{\displaystyle \tau =-\left({\frac {MmgR}{2m+M}}\right)=-{\frac {gR}{{\frac {2}{M}}+{\frac {1}{m}}}}}
|}

## Cálculos de Forças

O deslocamento de uma força para um ponto fora da sua linha de ação introduz um torque

Uma forma mais geral e simples de somar qualquer tipo de forças consiste em deslocá-las todas para um mesmo ponto, mas por cada força {\displaystyle {\vec {F}}} deslocada, deverá ser adicionado um torque, igual ao produto do módulo da força e o braço em relação ao ponto onde foi deslocada. A figura ao lado mostra uma força {\displaystyle {\vec {F}}} aplicada num ponto P, que queremos deslocar para a origem O.
O vetor posição {\displaystyle {\vec {r}}} do ponto P tem módulo r e faz um ângulo {\displaystyle \theta } com a força {\displaystyle {\vec {F}}} O braço da força em relação a O, que é a distância entre O e a linha de ação da força, é igual a r sin {\displaystyle \theta } e, portanto, o torque da força em relação a O é:
| {\displaystyle \tau =F\;r\;sin\theta } |

Repare que {\displaystyle (F\;sin\theta )} é a componente da força na direção perpendicular ao vetor posição {\displaystyle {\vec {r}}} e, assim, podemos dizer que o torque é produzido unicamente pela componente da força perpendicular ao deslocamento, e o valor do torque é igual ao valor absoluto da componente perpendicular da força, vezes a distância r que foi deslocada. O produto denomina-se produto vetorial entre os vetores {\displaystyle {\vec {r}}} e {\displaystyle {\vec {F}}}. No caso da soma das forças paralelas, o deslocamento das forças para o ponto S introduz dois torques, {\displaystyle (\tau _{1}=F_{1}d_{1})} e {\displaystyle (\tau _{2}=F_{2}d_{2})} os dois torques anulam-se e a resultante das duas forças, do ponto S, é a força F, sem nenhum torque. É importante também ter em conta o sentido de cada torque. A rotação produzida por {\displaystyle {\vec {F}}} quando for deslocada para a origem será sempre no plano definido por {\displaystyle {\vec {r}}} e {\displaystyle {\vec {F}}}. Se designarmos esse plano por xy, uma forma conveniente de representar os dois sentidos possíveis do torque é por meio dos versores {\displaystyle {\vec {e}}_{z}} e {\displaystyle -{\vec {e}}_{z}} Assim, podemos definir o vetor torque {\displaystyle {\vec {\tau }}} usando a expressão vetorial:
| {\displaystyle {\vec {\tau }}={\vec {r}}\times {\vec {F}}} |

em que {\displaystyle {\vec {r}}\times {\vec {F}}} é, por definição, um vetor com módulo dado pela equação {\displaystyle \tau =F\;r\;sin\theta } , direção perpendicular ao plano definido por {\displaystyle {\vec {r}}} e {\displaystyle {\vec {F}}} e sentido dado pela regra da mão direita: afastando os dedos polegar, indicador e médio da mão direita, se o indicador aponta no sentido de {\displaystyle {\vec {r}}} e o dedo médio no sentido de {\displaystyle {\vec {F}}}, o sentido de {\displaystyle {\vec {\tau }}} é dado pelo dedo polegar. É de salientar que com essa definição, o produto vetorial não é comutativo; {\displaystyle ({\vec {a}}\times {\vec {b}})} e {\displaystyle ({\vec {b}}\times {\vec {a}})} são vetores com o mesmo módulo e direção, mas com sentidos opostos. Como o ângulo de um vetor consigo próprio é zero, o produto {\displaystyle {\vec {a}}\times {\vec {a}}} é sempre nulo. Em particular:
{\displaystyle {\vec {e}}_{x}\times {\vec {e}}_{x}={\vec {e}}_{y}\times {\vec {e}}_{y}=0}
O produto de dois versores perpendiculares é outro versor perpendicular a eles. Assim, temos que:
{\displaystyle ({\vec {e}}_{x}\times {\vec {e}}_{y}={\vec {e}}_{z})} e {\displaystyle (-{\vec {e}}_{y}\times {\vec {e}}_{x}={\vec {e}}_{z})} .
Consequentemente, escolhendo eixos em que os vetores r e F só tenham componentes x e y, obtemos o seguinte resultado útil para calcular produtos vetoriais:
| {\displaystyle {\vec {\tau }}={\begin{vmatrix}x&y\\F_{x}&F_{y}\end{vmatrix}}{\vec {e}}_{z}=(xF_{y}-yF_{x}){\vec {e}}_{z}} |

Concluiremos para o fato de que, em contraste com as forças, os torques sim são vetores livres. O mesmo torque aplicado em qualquer ponto de um objeto produz o mesmo efeito. Uma força e um torque perpendicular a ela são sempre equivalentes à força, sem torque, atuando em outro ponto diferente. Isto é, deslocando a força na direção e distância apropriada, podemos introduzir um torque igual e oposto ao que queremos anular; como os dois torques são vetores livres, somam-se dando um torque nulo. O ponto de aplicação da resultante de várias forças é o ponto onde podemos somá-las produzindo um torque resultante nulo.

## Momento e Binários

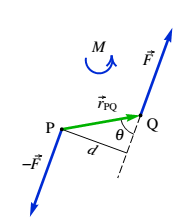
Binário

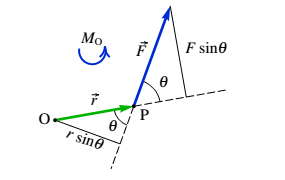
Momento de uma força

A regra das alavancas pode ser explicada introduzindo o conceito de momento. Define-se o valor do momento  de uma força em relação a um ponto O, como o produto do módulo da força pela distância desde o ponto O até a linha de ação da força (braço {\displaystyle b}),
{\displaystyle M_{\mathrm {O} }=F\,b}
O momento {\displaystyle M_{\mathrm {O} }} representa o efeito de rotação produzido pela força, se o ponto O do corpo rígido estivesse fixo, podendo o corpo rodar à volta desse ponto.
Quanto mais afastada estiver a linha de ação da força em relação ao ponto fixo O, maior será o efeito rotativo produzido pela força. Isso explica porquê é mais fácil fechar a porta quanto mais longe das dobradiças for aplicada a força; a distância entre a linha de ação da força e a linha das dobradiças é o braço e quanto maior for, maior será o momento da força aplicada.
Sendo {\displaystyle {\vec {r}}} o vetor posição do ponto P em que a força {\displaystyle {\vec {F}}} é aplicada, em relação à origem O, o braço da força em relação à origem O é igual a {\displaystyle r\,\sin \theta }, em que o ângulo {\displaystyle \theta } é o ângulo entre os vetores {\displaystyle {\vec {r}}} e {\displaystyle {\vec {F}}} (figura ao lado).
Conclui-se que valor do momento da força em relação ao ponto O é igual a,
{\displaystyle M_{\mathrm {O} }=F\,r\,\sin \theta }
Repare-se que ({\displaystyle F\,\sin \theta }) é a componente da força na direção perpendicular ao vetor posição {\displaystyle {\vec {r}}}, ou seja, o valor do momento da força é também igual ao produto da distância desde o ponto de aplicação até a origem, {\displaystyle r}, pela componente perpendicular da força. O momento produzido pela força é devido unicamente à componente perpendicular da força.
A equação acima mostra que o momento da força é igual ao módulo do produto vetorial entre o vetor posição e a força e mostra a conveniência de definir o momento em forma vetorial:
{\displaystyle {\vec {M}}_{\mathrm {O} }={\vec {r}}\times {\vec {F}}}
O vetor {\displaystyle {\vec {M}}_{\mathrm {O} }} representa um efeito de rotação num plano perpendicular a ele.
Na figura anterior o momento é um vetor que aponta para fora da figura e costuma ser representado por uma seta circular, no sentido da rotação que segue a regra da mão direita em relação ao sentido do vetor {\displaystyle {\vec {M}}_{\mathrm {O} }}.
Um binário é um conjunto de duas forças {\displaystyle {\vec {F}}} e {\displaystyle -{\vec {F}}}, iguais e opostas, com linhas de ação paralelas, como mostra a figura ao lado.
O binário não produz nenhuma translação em nenhum sentido, mas apenas rotação. O momento total, em relação à origem O, é a soma dos momentos das duas forças,
{\displaystyle {\vec {r}}_{\mathrm {Q} }\times {\vec {F}}-{\vec {r}}_{\mathrm {P} }\times {\vec {F}}=({\vec {r}}_{\mathrm {Q} }-{\vec {r}}_{\mathrm {P} })\times {\vec {F}}}
Os dois vetores de posição dos pontos Q e P dependem da escolha da origem, mas a sua diferença é o vetor {\displaystyle {\vec {r}}_{\mathrm {PQ} }} na figura, que não depende do ponto onde estiver a origem.
Isso quer dizer que o binário produz um momento que não depende de nenhum ponto de referência,
{\displaystyle {\vec {M}}={\vec {r}}_{\mathrm {PQ} }\times {\vec {F}}}
Na figura abaixo o momento do binário é um vetor para fora da figura, representado pela seta circular no sentido anti-horário.

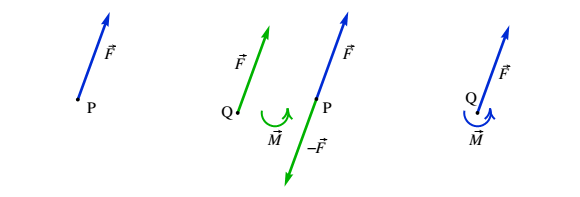
Procedimento para deslocar uma força de um ponto P para outro ponto Q

Uma força {\displaystyle {\vec {F}}} aplicada num ponto P pode ser deslocada para outro ponto Q, fora da sua linha de ação, usando o procedimento ilustrado na figura acima.
Adicionam-se duas forças {\displaystyle -{\vec {F}}} e {\displaystyle {\vec {F}}} nos pontos P e Q e, para não alterar nada, adiciona-se também um binário {\displaystyle {\vec {M}}} com o mesmo módulo do binário das forças introduzidas, mas no sentido oposto.
No caso da figura anterior, {\displaystyle M} deve ser no sentido horário e com módulo igual ao produto de {\displaystyle F} pela distância desde Q até a linha de ação da força original; ou, em forma vetorial, {\displaystyle {\vec {M}}={\vec {r}}_{\mathrm {QP} }\times {\vec {F}}}.
No ponto P há duas forças iguais e opostas que se anulam, ficando no fim a força {\displaystyle {\vec {F}}} no ponto Q e o binário {\displaystyle {\vec {M}}={\vec {r}}_{\mathrm {QP} }\times {\vec {F}}} que é igual ao momento {\displaystyle {\vec {M}}_{Q}} que a força original, em P, produz em relação ao ponto Q.
Conclui-se que para somar um conjunto de forças num ponto Q, somam-se os momentos das forças em relação a esse ponto, dando um binário resultante, e somam-se as forças como vetores livres. O resultado é a força resultante no ponto Q e o binário resultante.
Quando as direções de todas as forças estiverem num mesmo plano, será conveniente definir dois dos eixos coordenados nesse plano, por exemplo {\displaystyle x} e {\displaystyle y} e a origem no ponto onde vão ser somadas as forças. Assim sendo, o momento de cada força {\displaystyle {\vec {F}}} em relação à origem introduz um binário que tem unicamente componente segundo {\displaystyle z}, dada pelo determinante,
{\displaystyle M_{z}=\left|{\begin{array}{cc}x&y\\F_{x}&F_{y}\end{array}}\right|}
em que {\displaystyle x} e {\displaystyle y} são as coordenadas do ponto onde está a ser aplicada a força {\displaystyle {\vec {F}}}.
Para obter o binário resultante bastará somar os valores de {\displaystyle M_{z}} obtidos para cada força.